# Драган Чадиковски
Драган Чадиковски (Београд, 13. јануар 1982) македонски је фудбалер.

## Каријера

### Клуб
Фудбалом је почео да се бави у млађим категоријама Колубаре. Чадиковски је потом отишао у Словенију и придружио се Публикуму Цеље у лето 2001. године. Провео је три и по сезоне у клубу, постигавши 22 гола у првенству. Затим је отишао у руски клуб Зенит Санкт Петербург у сезони 2004/05.
У јануару 2008. године, Чадиковски се вратио у Србију и потписао трогодишњи уговор с Партизаном. Помогао је тиму да освоји дуплу круну, а у „црно белом” табору је остао наредних годину дана. Потом је прешао у јужнокорејски тим Инчон јунајтед. Након тога је играо за још неколико словеначких екипа Рудар Велење, Олимпија Љубљана, Копар, Домжале и поново за Цеље. Поседује словеначко држављанство.
Почетком 2014. године потписао је за Раднички из Крагујевца. Потом је играо за Колубару из Лазаревца у два наврата, као и за мостарски Вележ током 2015. године.
Током 2020. наступа за српсколигаша ТЕК из Великих Црљена, а притом Чадиковски је стекао тренерску А лиценцу.

### Репрезентација
Дебитовао је за репрезентацију Македоније у пријатељској утакмици против Кине у јануару 2004. године. Укупно је одиграо 8 утакмица за репрезентацију, није постигао погодак. Последњи меч у дресу са државним грбом је одиграо квалификацијама за Светско првенство у фебруару 2005. против Андоре у Скопљу.

## Успеси
Партизан
- Суперлига Србије: 2007/08.
- Куп Србије: 2007/08.